# Timololo
Il  timololo maleato è un principio attivo di indicazione specifica contro l'ipertensione.

## Indicazioni
È utilizzato come medicinale in cardiologia contro l'ipertensione, episodi di angina, glaucoma.

## Controindicazioni
Bradicardia, shock cardiogeno, insufficienza cardiaca congestizia.
Sconsigliato in gravidanza.

## Dosaggi
Per via orale
- Angina pectoris, 5 mg due volte al giorno (dose massima 30 mg due volte al giorno)
- Ipertensione, 10 mg al giorno (dose massima 60 mg al giorno)
- Profilassi post infarto miocardico acuto, 5 mg due volte al giorno
- Profilassi emicrania, 10–20 mg al giorno

## Farmacodinamica
I betabloccanti inibiscono i recettori beta del sistema adrenergico presenti nel cuore, riducendo in pratica il lavoro del cuore.
Effetti positivi di tale farmaco li si ritrovano nella riduzione della gittata cardiaca e la pressione arteriosa. Mentre per quanto riguarda le forme di angina pectoris migliorando la tolleranza agli sforzi ne limita la sintomatologia.
Agendo nel sistema simpatico fino a bloccarlo e sulla capacità di conduzione del cuore risulta utile anche contro le aritmie cardiache e nello scompenso cardiaco.

## Effetti indesiderati
Rallentando il ritmo del cuore possono quindi indurre depressione del miocardio, il muscolo del cuore.
I betabloccanti devono essere preclusi a chi ha avuto in passato episodi di scompenso cardiaco, mentre entro certi limiti possono essere somministrati a persone affette da diabete.
È sconsigliato l'uso e utilizzato solo se non vi sono altre scelte in persone con episodi passati di asma e broncospasmo.
Altri effetti indesiderati sono cefalea, dispnea, psicosi, vertigini, nausea, sonnolenza, disfunzioni sessuali, bradicardia, alopecia, xeroftalmia, affaticamento, porpora, scompenso cardiaco, ipotensione, rash, broncospasmo.